# Vojtěch Martínek

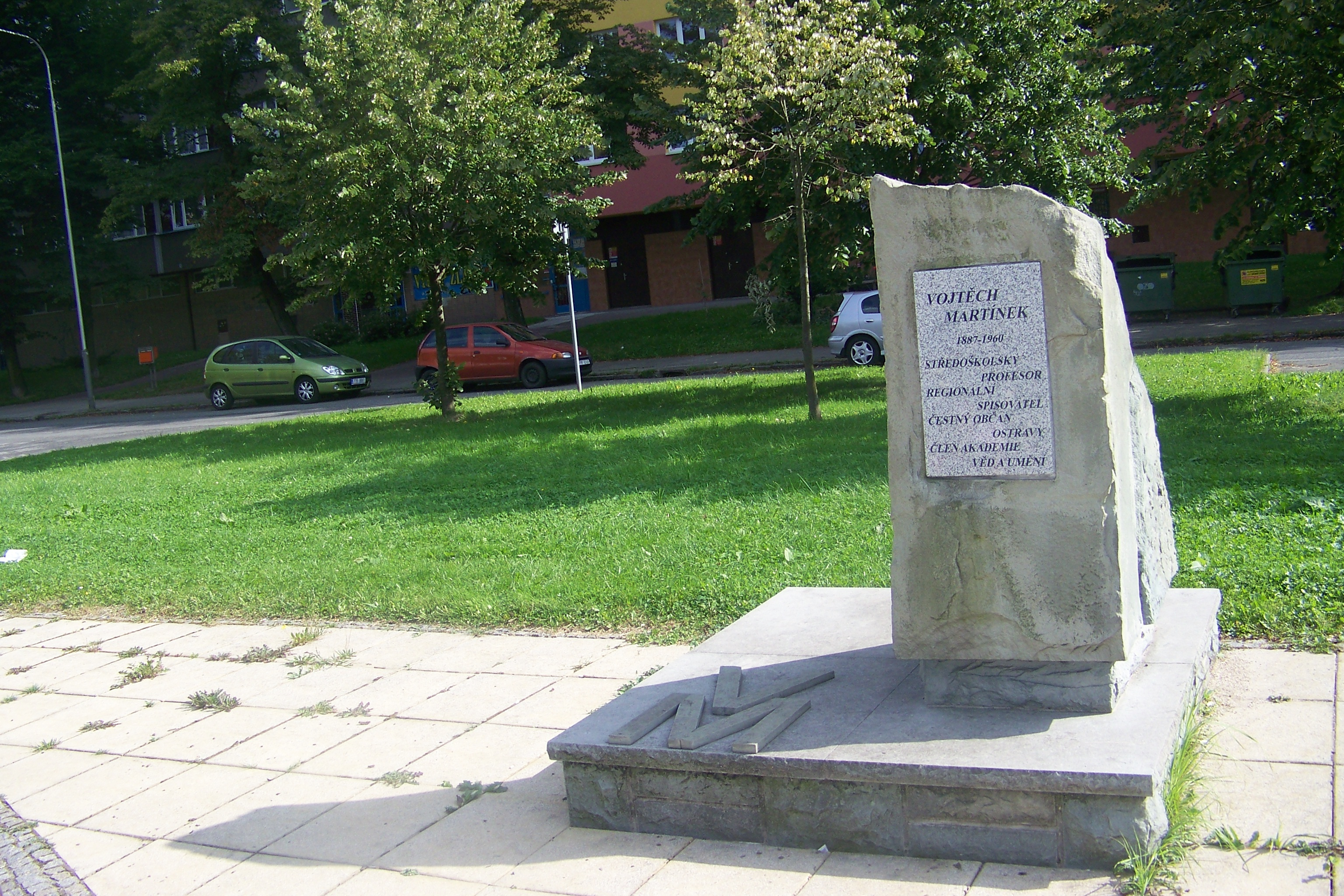
Památka na Vojtěcha Martínka v Ostravě-Hrabůvce

Vojtěch Martínek (11. dubna 1887 Brušperk – 25. dubna 1960 Ostrava) byl moravský učitel, spisovatel, literární kritik a publicista.

## Biografie
Narodil se v rodině kožešníka Ludvíka Martinka a Anežky rozené Dluhé. Měl tři vlastní mladší sourozence: Rudolfínu, Antona a Aloisii, a pět starších nevlastních, z prvního manželství otce: Ludvíka, Marii, Karolinu, Františka a Rudolfa. R. 1914 se oženil s Otilií rozenou Klegovou, sestrou jeho blízkého přítele, legionáře a lékaře Ludvíka Klegy.
Po absolvování Matičního gymnázia v Ostravě (1900–1908), vystudoval češtinu a němčinu na Filosofické fakultě Univerzity Karlovy v Praze (1908–1913). Poté rok pobýval na univerzitě v Bonnu a od roku 1914 nastoupil jako středoškolský učitel na Matiční gymnázium v Ostravě, kde působil až do roku 1947 (s výjimkou let 1941–1945, kdy byl na vlastní žádost penzionován). S Ostravskem byl spjat nejen rodově a pracovně, ale i literárně. Posledních více než dvacet let žil ve vile v Hrabůvce, kterou si nechal postavit a na které je umístěna jeho pamětní deska.
Byl dramaturgem ostravského divadla a v letech 1913–1948 členem Moravského kola spisovatelů (jednatelem 1915–1919, místopředsedou 1921–1925).

## Dílo
Jeho literární tvorba je velmi rozsáhlá, lze říci, že byl ruralistou, navazoval na kritický realismus. Ve svých románech popisoval národní a sociální změny na Ostravsku v době industrializace.
Začínal jako básník, jeho počáteční tvorba je ovlivněna J. S. Macharem.

### Poezie
- Cesty – 1909
- Sešit sonetů – 1910
- Jsme synové země – 1912Vojtěch Martínek jako student gymnázia

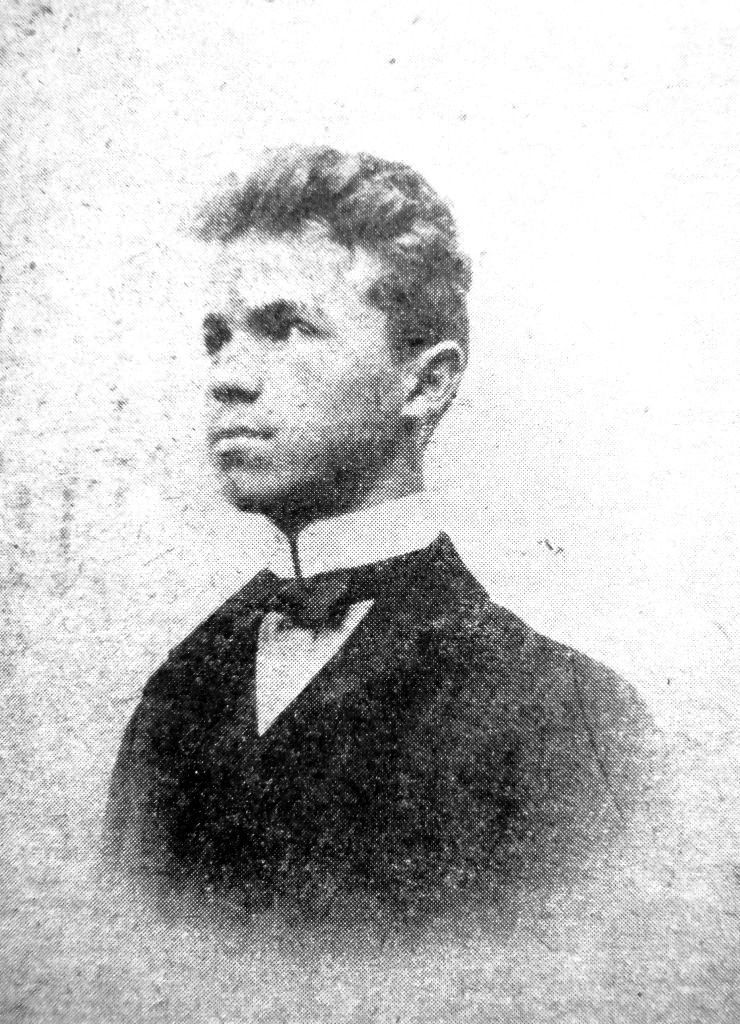
Vojtěch Martínek jako student gymnázia

V pozdějších sbírkách se jeho realismus zjemňuje a stává se melodičtější:
- Zahrada – 1917
- Tichá píseň – 1920
- Ráj srdce – 1926
- Píseň o domovině – 1937
- Monology Jury Třanovského – 1946 (sbírka veršů vzniklých v průběhu 2. světové války, inspirovaná osudem pobělohorského exulanta Jiřího Třanovského; je výrazem válečných bolestí, úzkostí, nadějí, víry i mravních pokušení)

### Próza
Jeho prozaická tvorba je významnější než básnická a je i rozsáhlejší.
Jako Václav Staněk vydal soubor črt a próz Poslední noc Jakuba Hrona a jiné povídky (1909); titulní črtu reeditoval roku 2020 Martin Jiroušek v antologii Fialoví ďábli.
- Tři větévky jalovcové. Romance ze starých časů (1936) – tři historické povídky z rodného kraje. Obsahuje tyto povídky:
  1. Kronika o Chvalovi ze Suchých Hůrek
  2. Kratochvilná historie o obrazu Svatého Jiřího
  3. Romance o Ondrášovi
- Stavy rachotí (1939) – román z prostředí rodného města Brušperku
- Černá země – trilogie, jedná se o dokumentární kroniku psanou formou románů. Pojednává o životě na Ostravsku od 90. let 19. stol. do konce první světové války. Je složena z těchto románů:
  1. Jakub Oberva – 1926
  2. Plameny – 1929
  3. Země duní – 1932
- Kamenný řád – trilogie navazující na Černou zemi, končí 40. lety. Nedosahuje kvalit Černé země. Obsahuje tyto romány:
  1. Kamenný řád – 1942
  2. Meze – 1944
  3. Ožehlé haluze – 1954
- Větévky jalovcové. Romance ze starých časů (1941) – nové vydání sbírky historických povídek rozšířené o další dva texty: Romance o hodech Jana Čapka ze Sán; Romance o ženě čarodějné
- Trojí cesta Blažeje Potěšila – 1942

### Pro děti
- Povídka o Popelce (1926)
- Svět kouzel a divů (1927)
- Duhový pták (1929)
- Knížka pohádek o dracích, čarodějnicích a princeznách (1930)

z původních tří pohádkových souborů vycházejí další výbory, například
- Čarovné kvítí (1943)
- U jasného plamene (1946)
- Povídka o Popelce (1926)

Dále napsal literárně-historické studie o P. Bezručovi, J. S. Macharovi, F. Sokolu-Tůmovi, aj.

### Novinářská činnost
Vojtěch Martínek působil v řadě regionálních slezských periodik a tato jeho působnost byla rozsáhlá. Jeho význam spočívá též v uvádění mladých autorů ze Slezska do literatury, publikaci jejich raných prací a podpoře (A. C. Nor, Vilém Závada). 

### Filmografie
Vojtěch Martínek byl autorem řady námětů televizních inscenací. Z nich nejznámější jsou televizní seriály na náměty románů (všechny vznikly v ostravské televizi, režíroval Alois Müller):
- Kamenný řád (1975, šestidílná rodinná sága z Ostravska pokrývá osudy selského rodu mezi lety 1920–1940; převyšuje svou úrovní další seriály dle námětů Vojtěcha Martínka)
- Stavy rachotí (1983, čtyřdílný seriál z období okolo roku 1848)
- Černá země (1985, pětidílný seriál z Ostravska před první světovou válkou)

### Ocenění
Roku 1955 se Vojtěch Martínek stal zasloužilým umělcem.